# هو فريمد روجر رابيت؟
هو فريمد روجر رابيت؟ (بالإنجليزية: Who Framed Roger Rabbit)‏ ، هي لعبة فيديو من نوع مغامرات، طوره وأخرجه شينجي ميكامي ونشرها شركة كابكوم سنة 1991م.

## وصلة خارجية
- Who Framed Roger Rabbit على موبي غيمز